# Floor Fighters Chemnitz
Die Floor Fighters Chemnitz sind ein Floorball-Verein aus Chemnitz und spielen in der obersten Deutschen Spielklasse, der 1. Floorball-Bundesliga (FBL). Die Floor Fighters waren in der Saison 2006/07 Deutscher Vizemeister und gewannen 2024 das erste Mal in der Vereinsgeschichte den Floorball Deutschland Pokal.

## Geschichte
In den späten 1990er Jahren hieß Floorball noch Unihockey und der Sport war neu in Deutschland. Die erste Unihockeymannschaft der Stadt Chemnitz wurde 1998 als Sektion Unihockey innerhalb der SG Adelsberg gegründet. Die Herrenmannschaft startete in der Saison 1999/2000 im Ligabetrieb und wurde auf Anhieb Meister in der mitteldeutschen Landesliga Kleinfeld. Die Mannschaft spielte weiter erfolgreich und stieg 2002 in die 1. Unihockey-Bundesliga auf. Die Sektion erweiterte sich um eine U19-Nachwuchsmannschaft 2002 und eine Damenmannschaft 2004.
2005 wurde der Nachwuchsbereich gegründet. Bis 2007 wurden ein U13, U15 und U17 Team gebildet. Zudem entstand 2005 ein zweites Herrenteam. Die Mitgliederanzahl überschritt 2007 die Marke von 100 und sportlich konnte mit dem Gewinn der Deutschen Vizemeisterschaft bei den Herren im selben Jahr der bis dahin größte Vereinserfolg gefeiert werden. Mittlerweile lernen die jüngsten Spieler den Floorballsport in der U7- und U9-Mannschaft, erste Ligaerfahrung kann schon im Team der U9 gesammelt werden.
Seit 2005 richtet der Verein den Chemnitz Cup aus, eines der größten Mixed-Turniere in Deutschland. Jedes Jahr im Juni nehmen mehr als 40 Mannschaften aus Deutschland und den Nachbarländern an diesem Turnier teil. Im Laufe der Jahre wurden auch Spieler aus Finnland und Tschechien verpflichtet.
Seit dem 1. Januar 2010 ist der Verein unabhängig als Floor Fighters Chemnitz e.V. Die Mitgliederzahl betrug rund 300 Kinder, Jugendliche und Erwachsene. Die Damenmannschaft gewann 2017 die Deutsche Meisterschaft und konnte dies 2025 wiederholen. Mit den Mannschaften in den Altersklassen U7, U9, U11, U13 (Deutscher Meister 2015), U15 (Deutscher Meister 2012, Deutscher Vizemeister 2017), U17 (Deutscher Meister 2016, Deutscher Vizemeister 2014, 2015) und U19 (Deutscher Meister 2025) wurden ebenso zahlreichen Erfolge errungen. Zudem stellen die Floor Fighters im Nachwuchsbereich zahlreiche Auswahl- und Nationalspieler.
Im Sommer 2019 wurde mit einem Fest das 10-jährige Jubiläum des Vereins gefeiert. Am 12. Mai 2024 gelang mit dem 9:8-Sieg über den ETV Hamburg der Gewinn des Floorball Deutschland Pokals und damit der erste Titel der Vereinsgeschichte bei den Herren.

## Erfolge
- Herren:
  - Meister der Regionalliga 2001/2002 (damals noch als SG Adelsberg Sektion Unihockey) und damit Aufstieg in die 1. Floorball-Bundesliga
  - Deutscher Vizemeister 2006/07
  - Deutscher Pokalsieger 2024
  - Verleihung des Publikums-Sport Chemmy („Chemmy der Herzen“) des Jahres 2024 von Chemnitz
- Andere Kategorien:
  - Deutscher Meister im Mixed 2006
  - Deutscher Meister U15 2011/12 und Vizemeister 2016/17
  - Deutscher Meister U13 2014/15
  - Deutscher Meister U17 (Großfeld) 2015/16 und Vizemeister in der Saison 2013/14 sowie 2014/15
  - Deutscher Meister Damen Kleinfeld 2016/17
  - Deutscher Meister Damen Kleinfeld 2024/25
  - Deutscher Meister U19 (SG mit DHFK) 2024/25

## Mannschaft
Die 1. FBL-Herren-Mannschaft – Saison 2025/2026
| Pos. | Nr. | Name                | Nat.        | Jahrgang |
| ---- | --- | ------------------- | ----------- | -------- |
| T    | 1   | Lukas Thieme        | Deutschland | 1999     |
| T    | 17  | Leon Lormis         | Deutschland | 2006     |
| De   | 6   | Matias Kyykoski     |             | 2004     |
| De   | 9   | Paul Wurlitzer      | Deutschland | 2006     |
| De   | 2   | Camill Wagner       | Deutschland | 2002     |
| De   | 3   | Thomas Novotny      |             | 1992     |
| Fo   | 8   | Viljami Hana        |             | 1998     |
| Fo   | 11  | Leevi Väänänen      |             | 1998     |
| Fo   | 13  | Felix Liebe         | Deutschland | 2007     |
| Fo   | 21  | Hannes Langenstraß  | Deutschland | 1999     |
| Fo   | 31  | Maximilian Schröder | Deutschland | 1998     |
| Fo   | 38  | Noah Zielke         | Deutschland | 2005     |
| Fo   | 39  | Max Beyer           | Deutschland | 2007     |
| Fo   | 55  | Valentin Müller     | Deutschland | 2004     |
| Fo   | 77  | Magnus-Ernst Scholz | Deutschland | 2000     |
| Fo   | 92  | Pepe Wurlitzer      | Deutschland | 2002     |
| Co   |     | Oliver Günther      | Deutschland | 1969     |